# Heartbeat (píseň, Enrique Iglesias)
„Heartbeat“ je píseň španělského popového zpěváka Enrique Iglesias. Píseň pochází z jeho devátého studiového alba Euphoria. Produkce se ujal producent Mark Taylor. S touto písní mu vypomohla americká popová zpěvačka Nicole Scherzinger, která byla členkou skupiny Pussycat Dolls.

## Video
Video pro skladbu "Heartbeat" bylo v režii Hiro Muraie a mělo premiéru 14. září 2010.

## Hitparáda
| Země           | Umístění |
| -------------- | -------- |
| Švédsko        | 52       |
| Belgie         | 2        |
| Velká Británie | 8        |
| Austrálie      | 5        |
| Evropa         | 3        |
| Irsko          | 21       |
| Česko          | 12       |